# (52008) Johnnaka
(52008) Johnnaka est un astéroïde de la ceinture principale.

## Description
(52008) Johnnaka est un astéroïde de la ceinture principale. Il fut découvert le 9 mars 2002 aux Monts Santa Catalina par le projet CSS. Il présente une orbite caractérisée par un demi-grand axe de 3,12 UA, une excentricité de 0,13 et une inclinaison de 12,5° par rapport à l'écliptique.

## Compléments